# فهرست درخت‌های اعدام

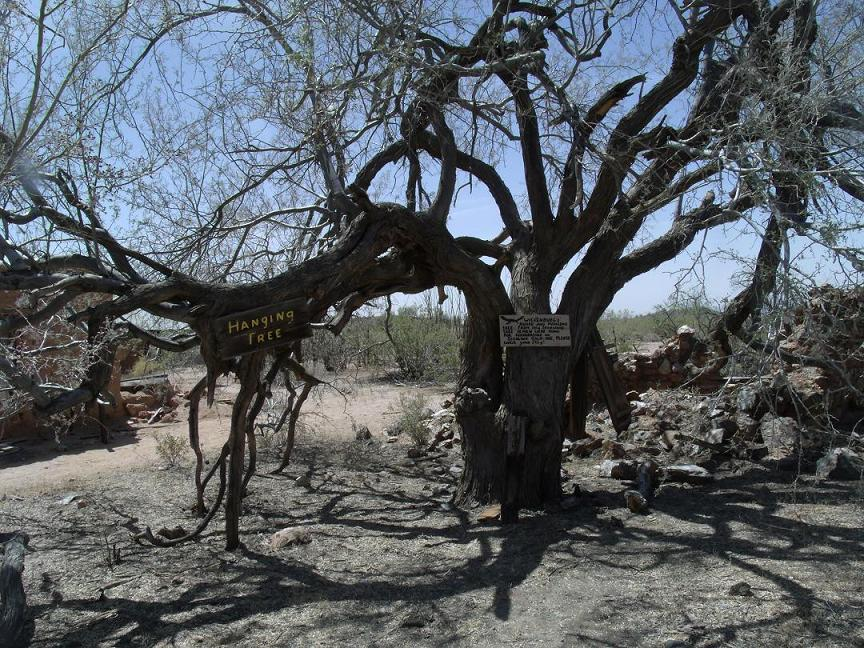
درخت اعدام، در شهر والچر آریزونا

درخت اعدام یا درخت فرد اعدام شونده به هر درختی گفته می‌شود که برای اجرای اعدام به‌ویژه در ایالات متحده استفاده می‌شود. این اصطلاح همچنین به صورت محاورهٔ در تمام کشورهای انگلیسی زبان برای اشاره به هر چوبه‌دار استفاده می‌شود.

## درختان اعدام برحسب ایالات
آریزونا
- درخت اعدام گریترویل: درخت بلوط خارج از شهر متروکه گریترویل، آریزونا، جاییکه افسران پلیس شهرستان پیما دو مرد مکسیکویی را به اتهام گاو دزدی و سایر جنایات در سال ۱۹۱۵ میلادی اعدام کردند. این درخت در امتداد جادهٔ خاکی در شمال کوه‌های سانتا ریتا، در نزدیکی شهرستان گریترویل تاریخی واقع شده‌است.[۱]
- درخت اعدام شهر کرگس: درخت آهن چوب واقع در شهر متروکه کرگس (Vulture City)، آریزونا که در کنار بقایای کابین سنگی هنری ویکنبورگ ساخته شده در حدود سال ۱۸۶۳ میلادی، واقع شده‌است. هجده مرد در اواخر قرن نوزدهم به دلیل سرقت معدن طلا در این درخت اعدام شدند.[۲]

کالیفرنیا
- درخت اعدام کالاباساس: درخت بلوط زمانی که در کنار یک ساختمان زندان کوچک در شهر قدیمی کالاباساس، کالیفرنیا قرار داشت. این درخت در دهه ۱۹۶۰ میلادی خشک شده و در سال ۱۹۹۵ در اثر طوفان قطع شد. شایعه شده‌است که درخت دومی که هنوز در کالاباساس پابرجا است، برای حلق آویزکردن استفاده می‌شد، هرچند بحث‌های وجود دارد که درخت حلق آویز واقعی کدام درخت بوده‌است.[۳]
- درخت فرد اعدام شونده: درخت عرعر در دره هولکامب، کالیفرنیا، جاییکه اعدام قانونی حداقل چهار مرد محکوم در اواخر قرن نوزدهم انجام شد.[۴]
- درخت فرد اعدام شونده: درخت چنار واقع در مزرعه ایروین در شهرستان اورنج، کالیفرنیا. در سال ۱۸۵۷ میلادی جنرال آندرس پیکو دو راهزن را در این درخت حلق آویز کرد. اکنون یک نشان‌گر تاریخی به یاد بود از این روی‌داد وجود دارد.[۵]
- درخت «فرد اعدام شونده»: درخت بلوط در شهر متروکه گاروت دوم، کالیفرنیا که حالا خشک شده‌است. برای اولین بار در سال ۱۸۴۹ مورد استفاده قرار گرفت، گاروت دوم به اسپانیایی به معنی «اعدام دوم» است. حدود ۶۰ نفر از این درخت به دار آویخته شدند. کنده باقی‌مانده این درخت در حال حاضر حفظ شده‌است و در شاهراه ۱۲۰ ایالتی قرار دارد.[۶]
- درخت اعدام جکسون: درخت بلوط زنده که زمانی در ۲۶ مین در جکسون، کالیفرنیا، ایستاده بود و بعداً در پی آتش‌سوزی جکسون در سال ۱۸۶۲ میلادی قطع گردید. ده مرد بین سال‌های ۱۸۵۱ تا ۱۸۵۵ میلادی از این درخت حلق آویز شدند. اکنون یک نشان‌گر تاریخی، موقعیت اصلی آن را نشان می‌دهد.[۷]

درخت اعدام نیو آلمادین: درخت بلوط واقع در ناحیه معدن نیو آلمادین در سان جوزه، کالیفرنیا.
کلورادو
- درخت اعدام (The Hangin’ Tree): واقع در مونتروس، کلورادو که در سال ۱۸۷۸ میلادی برای حلق آویزکردن جورج بیکفورد که متهم به دزدی و سرقت اسب بود، استفاده شد. درختی که اکنون خشک شده و حفظ شده و یک نشان‌گر تاریخی در محل آن قرار داده شده‌است.
- درخت اعدام پوبلو: درختی که قبلاً در جاده یونین در پوبلو، کلورادو موقعیت داشت. در ۲۵ ژوئن ۱۸۸۳ افتید.[۹]

جورجیا
- درخت اعدام ساوانا: درخت بلوط زنده واقع شده در قبرستان پارک مستعمره در ساوانا، جورجیا

کانزاس
درخت فرد اعدام شونده: واقع شده در قبرستان بوت هیل در شهر داج، کانزاس
ماساچوست
- گالوز هیل: یک درخت بزرگ که زمانی در لبه پروکتور، نزدیک دامنه تپه گالوز در سالم، ماساچوست واقع شده و احتمالاً محل اعدام ۱۹ تن در محاکمه جادوگران سالم، در سال ۱۶۹۲ میلادی بود.[۱۱]

مونتانا
- درخت فرد اعدام شونده: درخت کاج پوندروسا زمانی در هلنا، مونتانا قرار داشت. ده مرد بین سال‌های ۱۸۶۵ تا ۱۸۷۰ میلادی توسط هلنا ویجیلانتس از این درخت حلق آویز شدند و در سال ۱۸۷۵ میلادی توسط مالک زمین، وزیر متدیست W. M. Shippen قطع شد. دو قطعه از درخت اکنون در مجموعه انجمن تاریخی مونتانا در هلنا قرار دارد.[۱۲]
- درخت اعدام شهرستان جفرسون: درخت کاج پوندروسا که گفته می‌شود در دوره قلمروی تاریخ این ایالت برای حلق آویز استفاده می‌شده‌است. این درخت واقع در نزدیکی کلنسی، در شهرستان جفرسون، مونتانا است.[۱۳]

نیومکزیکو
- درخت اعدام کلوراید: درخت بلوط بزرگ در شهر متروکه کلوراید، نیو مکزیکو.[۱۴]

نیویورک
- نارون اعدام: نارون انگلیسی واقع در پارک میدان واشینگتن در منهاتان، نیویورک.[۱۵]
- درخت اعدام پاتچوگ: واقع در امتداد دریای سوان در خیابان گروف در پاتچوگ، نیویورک.[۱۶]

اوکلاهوما
- درخت اعدام کریک: بلوط ۲۰۰ سالهٔ است که برای حلق آویزکردن دزدهای گاو و افراد قبیله کریک استفاده می‌شد. این درخت در خیابان لاوتون در تولسا، اوکلاهاما واقع شده‌است.[۱۷]

اورگن
- درخت حلق آویز دالاس: درخت بلوط در سال ۱۸۸۷ میلادی برای حلق آویزکردن اسکار کلتی، کسی که همسرش را به قتل رساند و اخیراً در سال ۱۹۰۰ میلادی در شهرستان پولک، به عنوان چوبه‌دار رسمی اورگن، برای اعدام قانونی استفاده می‌شد. این درخت در نزدیکی دادگاه شهرستان پولک در دالاس، اورگن واقع شده‌است.[۱۸]
- درخت اعدام لافایت: اولین بار در سال ۱۸۶۳ میلادی و آخرین بار در سال ۱۸۸۷ میلادی استفاده شد، زمانی که ریچارد مارپل قاتل به دار آویخته شد و این روی‌داد به عنوان «نفرین The Lafayette Gypsy» شناخته شد. این درخت قبلاً در ملک خصوصی در لافایت، اورگن واقع شده بود. در دهه ۱۹۴۰ میلادی توسط صاحبان املاک قطع گردید.[۱۹][۲۰]
- درخت اعدام سالم: در سالم، اورگن واقع شده‌است.[۲۱]

کارولینای جنوبی
- درخت حلق آویز چارلستون: در چارلستون، کارولینای جنوبی واقع شده و به عنوان محلی که دانمارک ویسی (Denmark Vesey) و ۳۴ تن از پیروان‌ش در سال ۱۸۲۲ میلادی به دار آویخته شدند، شهرت دارد.[۲۲]

داکوتای جنوبی
- درخت اعدام: بر روی یک تپه هم‌وار که قبلاً به عنوان تپه جلاد شناخته می‌شد، در پارک دایناسورها در شهر راپید، داکوتای جنوبی، واقع شده‌است.[۲۳]